# Maraton uśmiechu
Maraton uśmiechu – polski program rozrywkowy emitowany na antenie TVN w latach 1997–2007.
Emisja pierwszego odcinka miała miejsce 9 października 1997.

## O programie
Program polegał na opowiadaniu żartów przez uczestników, których występy były oceniane przez zgromadzoną w studiu publiczność pełniącą rolę jury. Na podstawie głosów widowni w każdym odcinku wyłaniany był finalista, tzw. Showman Maratonu Uśmiechu. Zwycięzcy poszczególnych odcinków przechodzili do wielkiego finału, w którym grali o nagrodę główną – samochód.
Jesienią 2006 roku zmianom uległa formuła i oprawa programu. Uczestnikami były już nie osoby wyłonione w drodze castingu, lecz znane osobowości. Nowa odsłona programu miała nosić tytuł Maraton z gwiazdami, jednak zdecydowano się zachować dotychczasową nazwę – Maratonu uśmiechu.
Pomysłodawczynią programu była Bożena Walter.

## Prowadzący
Pierwszym prowadzącym programu był Mariusz Czajka. Następnie program prowadził duet składający się z Andrzeja Grabarczyka i Manueli Michalak. We wrześniu 2002 roku miejsce Grabarczyka zajęła Aleksandra Wolf. Od jesieni 2004 roku program prowadzili wspólnie: Adam Grzanka i Adam Małczyk.